# Nicolas Volcyr de Serrouville
Nicolas Volcyr ou de Volkyr (v. 1480-1541) est un écrivain, historien et officier d'État lorrain du XVIe siècle. Il est né vers 1480 à Serrouville, dans le nord du duché de Bar, prévôté de Sancy (auj. canton d'Audun-le-Roman, dép. Meurthe-et-Moselle). C'est abusivement qu'on accole parfois à son nom celui de son lieu de naissance.

## Biographie
Son nom s'orthographie le plus souvent Wolquier ou Volkyr au XVIe siècle. Après des études de théologie à Cologne, il se rend à l'université de Paris, où il obtient le grade de maître ès arts et exerce la fonction de régent et lecteur public. Vers 1504, Il publie un premier ouvrage, un traité sur la musique grégorienne. 
Il revient dans le duché de Lorraine vers 1510. Un nouvel ouvrage de musique grégorienne paraît en 1512. Dès cette époque, il est au service du duc Antoine qui lui donne un emploi de secrétaire (1513) puis d'historiographe officiel. Ses services lui valent d'être anobli en 1520.
En 1522, il voyage dans les États de l'empereur Maximilien Ier du Saint-Empire, notamment à Bruxelles où il entend et traduit le sermon délivré par le franciscain Jean Glapion lors des Cendres, publié par la suite.
En 1523, à Paris, il publie un nouvel ouvrage, intitulé Collectaneorum Poligraphi libellos, chez le Lorrain Didier Maheu. Une autre œuvre, l'année suivante, célèbre le baptême du prince Nicolas de Mercœur, fils cadet du duc Antoine.
En janvier 1525, il accompagne à Metz le chef du conseil ducal Théodore Mitte de Saint-Chamond, également abbé général de l'ordre des Antonins. Saint-Chamond est aussi le délégué du pape pour l'éradication de l'"hérésie luthérienne" dans les duchés de Lorraine et de Bar et "lieux circonvoisins". Il vient de faire exécuter sur le bûcher le prédicateur luthéranisant Jean Châtelain (formé au Cénacle de Meaux) à VIc-sur-Seille. Devant la colère de la foule messine et les menaces de mort dont son maître fait l'objet, il est mis en prison avec ce dernier, afin de les protéger,. Pour la postérité de cet évènement à forte charge symbolique, Volcyr écrira plus tard le Traicté nouveau de la desecration et execution actuelle de Jehan Castellan, hérétique..., qui ne sera publié qu'en 1534.
Lors de l'épisode régional de la guerre des paysans (dite en Lorraine "guerre des rustauds"), il suit l'armée rassemblée par le duc Antoine contre les paysans révoltés du bailliage d'Allemagne, du Westrich et d'Alsace. La maison où il loge à Sarrebourg est incendiée. Il assiste aux batailles de Saverne et de Scherwiller, où il couche sur le champ de bataille. "Indiciaire" du duc (rédacteur de la vie du prince et de la cour), témoin oculaire des principaux évènements de la campagne, il est incité par Théodore de Saint-Chamond à en faire le récit. Il en tire un ouvrage à la fois historiographique, théologique et politique, qui fera date : L'histoire et recueil de la triomphante et glorieuse victoire obtenue contre les séduits et abusés luthériens mécréants du pays d'Alsace et autres par le très haut et très puissant prince et seigneur Antoine en défendant la foi catholique, notre mère l’Église, et vraie noblesse, à l'utilité et profit de la chose publique.
Le livre défend la campagne sanglante d'Antoine de Lorraine contre les insurgés ; Volcyr y prône une guerre sans merci contre les tentatives de Réforme religieuse ou sociale, celles-ci étant perçues comme relevant d'une subversion diabolique menaçant la chrétienté. L'ouvrage, illustré par des gravures sur bois de Gabriel Salmon, est imprimé à Paris chez Galliot du Pré (fin 1526 ou début 1527), avec privilège. Il cristallisera la fondation d'une identité culturelle lignagère farouchement anti-protestante, tant chez les princes de Lorraine que chez les ducs de Guise,. 
Il publie encore plusieurs ouvrages, surtout des traductions. Il reste un personnage en vue de la cour ducale de Lorraine. Il se marie peu avant sa mort, en 1540. On ne lui connaît pas de descendance.

## Liste de ses œuvres (outre sonOpus aureum musice...)
Volcyr a fait à la fois œuvre d'auteur original mais aussi de traducteur.
- Le tableau du sanglier (vers 1521). Œuvre perdue[16].
- Collectaneorum Poligraphi libellos, Paris : Didier Maheu, 1523, 44 fol.
- Baptesme nouveau de Nicolas Monsieur..., sl. nn. nd. [1524], in-4°, [10] f.
- L'histoire et recueil de la triomphante et glorieuse victoire obtenue contre les séduits et abusés luthériens mécréants du pays d'Alsace et autres par le très haut et très puissant prince et seigneur Antoine en défendant la foi catholique, notre mère l’Église, et vraie noblesse, à l'utilité et profit de la chose publique, parfois abrégé en Relation de la guerre des Rustauds. Lyon : Jannot de Campis, 1526.En ligne
- Chronicque abregee par petits vers huytains des Empereurs, Roys et Ducz Daustrasie... Paris : Didier Maheu, 1531. Cet ouvrage contient notamment le Traicté des singularitez du parc dhonneur, "sorte d'histoire naturelle de la Lorraine et des notions sur l'état de l'industrie de cette province"[17] en décrivant notamment les forges, verreries, salines, mines, eaux thermales de Lorraine.
- Traicté nouveau de la desecration et execution actuelle de Jehan Castellan, hérétique, faicte a Vyc en Austrasie le xii. jour de Janvier avec une oraison de la foy [Sermon de la foy, par Nicolas Savin, f. d3 v°-g3 v°] laquelle prouffitera beaucoup a la religion Chrestienne, Paris, sn. sd., in-4°, [32] f. Imprimatur et achevé d'imprimer datés du 15 août 1534.

Traductions
- La cité du cueur divin / Civitas cordis divini, transcription des sermons de Jean Glapion prononcés pendant le carême 1521 à la cour de Lorraine[18].
- Sermon de charité de Thomas Illyricus, Saint-Nicolas de Port , Jérôme Jacob, 1525, 20 f.
- Flave Vegece René, homme noble et illustre, du Fait de guerre et fleur de chevalerie. Sexte Jule Frontin, des Stratagemes. Aelian, de l'Ordre et instruction des batailles. Modeste, des Vocables du fait du guerre, pareillement CXX histoires concernant le fait des guerres..., Paris , Chrestien Wechel, 1536. Traduction de Scriptores de re militari.
- Commentaire de Paul Jovius, des Gestes des Turcs... Paris, Chrestien Wechel, 1540.
- Physionomie de maistre Michel Lescot. Paris, Denis Janot, 1540.